# ジャッカー電撃隊/いつか、花は咲くだろう
「ジャッカー電撃隊」（ジャッカーでんげきたい）は、ささきいさお、ならびにこおろぎ'73のシングル。1977年4月1日に日本コロムビアから発売された。型番はSCS-349。

## 概要
A面曲「ジャッカー電撃隊」は、1977年放送の特撮テレビドラマ『ジャッカー電撃隊』のオープニングテーマ、および1978年公開の劇場映画『ジャッカー電撃隊VSゴレンジャー』の挿入歌として使用された。カップリングには、同じくささきいさおが歌う『ジャッカー電撃隊』エンディングテーマ「いつか、花は咲くだろう」が収録されている。
作曲を担当した渡辺宙明は、どちらも詞先であったが歌詞がよくできていたのでうまくまとまったと述べている。

## 収録曲
（全作曲・編曲：渡辺宙明）
1. ジャッカー電撃隊
作詞：石森章太郎 / 歌：ささきいさお、こおろぎ'73
  - 特撮テレビ番組『ジャッカー電撃隊』オープニングテーマ。
2. いつか、花は咲くだろう
作詞：八手三郎 / 歌：ささきいさお
  - 特撮テレビ番組『ジャッカー電撃隊』エンディングテーマ。

## カバー
下のほか、ライブイベントでも他の歌手が（もしくは、ささきいさおが他の歌手とともに）「ジャッカー電撃隊」などの楽曲を歌っている。
「アニメタル・マラソンII 特撮編」
アニメタルによる「ジャッカー電撃隊」のカバーを収録。